# Djebel Gueliz
Le djebel Gueliz, parfois orthographié Jbel Gueliz, ou mont Guéliz, est une montagne de faible altitude située dans l'agglomération de Marrakech. Il est constitué de grès. Il a donné son nom au quartier de Guéliz, qui se déploie au sud-est du mont.

## Toponymie
Le terme Gueliz remonte sans doute à la fondation de Marrakech par les Almoravides. Giliz renvoie à un terme assez courant dans la toponymie chleuh médiévale, terme servant à désigner une éminence de terrain isolée ou un piton rocheux en contexte de plaine. L'autre occurrence célèbre du terme est celui du site Igiliz-des-Hargha dans l'Anti-Atlas, première capitale du mouvement almohade.

## Topographie
Le djebel Gueliz est une colline de faible altitude, culminant à environ 60 mètres au-dessus de la plaine du Haouz et à 506 mètres d'altitude.

## Histoire
Le site choisi en 1062 par l'émir almoravide Abu Bakr est précisément délimité à l'ouest par le djebel Gueliz, à l'est par l'oued Issil, et au nord par le Tensift. Sous le règne de Youssef Ibn Tachfin, alors que la pierre remplace progressivement la peau de chèvre des tentes, les pentes du djebel Gueliz servent de carrière, délivrant un grès schisteux de qualité. Au début de la période almohade, le djebel Gueliz sert de lieu de retraite à Abu al-Abbas as-Sabti.
En 1913, une base militaire, appelée camp Mangin, est établie par l'armée française sur les pentes sud de la colline. Dans les années 1910, la colline elle-même, offrant une vue imprenable et stratégique sur la plaine, est réquisitionnée par l'armée et ceinte par une muraille flanquée de tours d'observation. En 2020, cette base militaire existe toujours et les deux tiers de la colline demeurent interdits d'accès aux civils.
Au cours de la deuxième moitié du XXe siècle s'est progressivement constitué sur le flanc nord-est de la colline un douar, douar El Koudia (« douar de la colline »), parfois appelé Akioud, caractérisé par un fort degré d'insalubrité. Dans les années 2000 et 2010, un nouveau quartier, le quartier Mabrouka, est apparu au nord-ouest du djebel Gueliz.